# Мунтения
Мунте́ния (рум. Muntenia), иногда Великая Валахия, Большая Валахия — историческая область современной Румынии, восточная часть исторической области Валахия, между реками Дунай (на востоке и юге), Олт (на западе) и Карпатами. В варианте Великая Валахия название является парным Малой Валахии (Олтении).
На севере с данной исторической областью соседствует румынская Молдова и Трансильвания, с востока — румынская Добруджа.

## История
Название Мунтения (с рум. Munte «гора») объясняется тем, что возникшие здесь в XIII столетии мелкие господарства (княжества), образовавшие впоследствии единую Валахию, были основаны горцами, переселившимися сюда с южных Карпат.
В древности Валахия входила в состав римской провинции Дакии, и уже в древнеримский период её население, а также соседних дакийских областей, начинает складываться в особую этническую группу, которую позже назовут румыны.
Общая площадь, на 1927 год, Мунтении (Великой Валахии) ← 52 505 км². Большая Валахия граничит с Олтенией, Молдовой и Трансильванией.
Историческая столица Мунтении — Тырговиште, крупнейший город — Бухарест.